# حزب استقلال و کار
حزب استقلال و کار (Parti de l'Indépendence et du Travail) حزبی کمونیست در سنگال است.
حزب در سال ۱۹۵۷ تأسیس شد.
دبیرکل حزب امات دانسوکو است.
حزب Daan Doole را منتشر می‌کند.
سازمان جوانان حزب Union de la Jeunesse Démocratique Alboury Ndiaye است.
در انتخابات مجلس ۲۰۰۱ حزب ۱ کرسی دریافت کرد.